# Frans Naerebout (schip, 1989)
De boeienlegger Frans Naerebout is een betonningsvaartuig van de Nederlandse Kustwacht. De Frans Naerebout en de twee zusterschepen Terschelling en Rotterdam zijn gebouwd voor de volgende taken:
- leggen en onderhouden van boeien
- blussen van branden voorzien van 2 waterkanonnen met een capaciteit van 3000 liter/minuut
- slepen van schepen
- oliebestrijding
- begeleiden van schepen in het ijs (gebouwd onder ijsklasse)